# Yseult Le Danois
Yseult Le Danois, née le 8 septembre 1920 et morte le 3 septembre 1985, est une biologiste de la mer spécialisée dans l'ichtyologie des poissons pêcheurs. Ses travaux d'anatomie comparée l'ont amenée à préciser et réviser la phylogénèse de plusieurs espèces, tels les poissons grenouilles et celles qui composent le sous-ordre des Scombres. Elle découvre quelques autres espèces, fossiles ou vivantes, dont le Chirolophius monodi, ainsi que de la famille des Protobramidae et du genre Proaracana (en).

## Biographie
Fille d'Édouard Le Danois, qui est le directeur de l'Office scientifique et technique des pêches maritimes et un collaborateur de l'Institut océanographique, Yseult Le Danois soutient sa thèse de doctorat dans cet établissement en 1958, treize ans après avoir obtenu à l'Université de Paris sa licence ès sciences naturelles. Sa proposition d'un nouveau sous ordre, les Orbiculates, au sein de l'ordre des Plectognates, réduit depuis Cuvier au seul sous ordre des Tetraodontiformes, est contestée mais sa méthode originale de reconsidérer la phylogénèse à partir de l'adaptation anatomique, principalement l'évolution synapomorphique du squelette et de la musculature que celui ci soutient, sera reprise par ses confrères ichtyologues à partir de 1974.
Forte de son doctorat, Yseult Le Danois entre au CNRS en tant que chargée de recherche affecté au Laboratoire d’ichtyologie générale et appliquée (LIGA) du Muséum d'histoire naturelle. En 1962, elle est lauréate de la bourse Jules Richard de l'Institut océanographique de Paris et collabore avec Théodore Monod. Héritière de la vision non conformiste de son père, elle n'hésite pas, dans une démarche fructueuse, à remettre en cause les classifications, comme celle du Fowlerichthys ocellatus (en). Elle est dès lors, tout en travaillant pour le musée municipal de Saint-Germain-en-Laye, un des naturalistes sollicités par le professeur Pierre-Paul Grassé pour contribuer à la somme encyclopédique qu'est le Traité de zoologie.
En 1972, elle est promue maîtresse de recherche au LIGA. En 1976, elle participe à la fondation de la Société française d'ichtyologie, héritière de la Société centrale d'aquiculture de France fondée en 1889.
Atteinte d'un cancer en 1981, elle assure toutefois la fonction de trésorière de la société et consacre avec son amie Béatrice Appia son énergie à réactiver un projet que son père n'avait pu achever, la transcription en vue de le publier du journal de son arrière grand père maternel, le théologien vaudois Alexis Muston. Elle décède après six années de lutte contre la maladie.

## Œuvre

### Anatomie et éthologie des poissons
- « Sur l'adaptation morphologique et myologique des Poissons à nage rapide », in Comptes rendus hebdomadaires, t. CCXXXVI, p. 1092-1095, Académie des sciences, Paris, 1953.
- « Sur la musculature des nageoires pectorales et pelviennes de l'Opah (Lampris luna DUHAMEL) », in Bulletin, t. LXXX, no 1, p. 8-17, Société zoologique de France, Paris, 1955.
- « Système musculaire », in dir. P. P. Grassé, Traité de Zoologie: : anatomie, systématique, biologie., vol. XIII "Agnathes et Poissons", t. 2, p. 783-817, Masson, Paris, 1958  (ISBN 9782225804199).
- « Sur la transformation d'une bouche protactile en museau tubulaire suceur chez les Poissons coralliens et littoraux », in Comptes rendus hebdomadaires, t. CCXLVII, p. 1400-1402, Académie des sciences, Paris, 1958.
- « Adaptations morphologiques et biologiques des Poissons des massifs coralliens », in Bulletin, t. XXI, sér. A, no 4, p. 1304-1325, Institut français d'Afrique Noire, Dakar, 1959.
- « Étude myologique du Saint-Pierre ou poule de mer (Zeus laber LINNE) », in Revue des Travaux, Institut Scientifique et Technique des Pêches Maritimes, t. XXIV, no 2, juin 1960.
- « Sur la présence du cartilage de Meckel et des os splénial et coronoïde chez certaines espèces de poissons actuellement vivantes », in Comptes rendus hebdomadaires, Académie des sciences, Paris, mai 1962.
- Avec Th. Monod, « Anatomie fonctionnelle de la région préorbitaire du poisson Cobitidé Botia macracanthus (BLEEKER) », in Japanese Journal of Ichthyology, vol. XIII, no 4-6, p. 127-144, 1966.

### Anatomie comparée et systématique

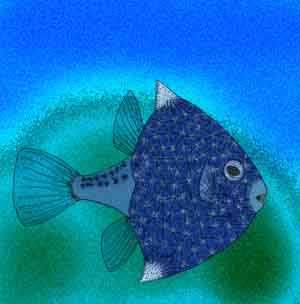
Dessin d'une Proaracana dubia reconstituée, espèce fossile repérée à Monte Bolca et inventée par Yseult Le Danois en 1969.

- « Sur le remaniement du sous-ordre des poissons Plectognathes et la définition d’un nouveau sous-ordre : les Orbiculates. », in Comptes rendus, no 240, p. 1933−1934, Académie des Sciences, Paris, 1955.
- « Étude ostéologique, myologique et systématique des Poissons du sous-ordre des Orbiculates », Annales, t. XXXVI, part. 2 "Myologie", p. 31-103, Institut océanographique, Monaco, 1958  (ISSN 0078-9682),

rééd. Étude ostéologique, myologique et systématique des Poissons du sous-ordre des Orbiculates, Masson & cie., Paris, 1959, 273 p.
- « Remarques sur les poissons orbiculates du sous-ordre des Ostracioniformes », in Mémoires, t. XIX, p. 207−338, Éditions du Muséum, Paris, rééd. 1961 (1re éd. 1960).
- Étude de la myologie et de l'ostéologie de l'Uranoscope, (Uranoscopus scaber L.) de l'ordre des Jugulaires, 1962.
- Avec É. Le Danois, « L'Ordre des Scombres », in Mélanges ichthyologiques, no 68, p. 153-192, coll. Mémoires, Institut français d'Afrique Noire, Dakar, 1963.
- Étude anatomique et systématique des antennaires, de l'ordre des Pediculates., Éditions du Muséum, Paris, 1964.
- Résultats des travaux : 1952-1967., Paris, 1967.
- « Étude sur les poissons Pediculates de la famille des Antennariidae récoltés dans la Mer Rouge et description d'une espèce nouvelle. », 1970, rééd. in Israel Journal of Zoology, vol. XIX, no 2, p. 83-94, LPP Ltd., avril 2013  (ISSN 0021-2210).
- « Description de Chirolophius Monodi, nouvelle espèce de la famille des Lophidiae (Pédiculates Haploptérygiens) », in Bulletin, t. XLII, no 6, p. 1186-1188, MNHN, Paris, 1971.
- Étude ostéo-myologique et révision systématique de la famille des Lophiidae (Pédiculates Haploptérygiens), coll. "Mémoires du Muséum national d'histoire naturelle. Nouvelle série, série A, Zoologie.", Éditions du Muséum, Paris, 1974, 127 p.  (ISSN 0078-9747).
- « Description de deux nouvelles espèces de Chaunacidae (Pisces Pediculati) », in Cybium, 3e sér., no 4, p. 87-93, Société française d'ichtyologie, Paris, 1978  (ISSN 0399-0974).
- « Révision systématique de la famille des Chaunacidae (Pisces Pediculati) », in U.O., no 30, p. l-76, Tokyo, 1979.
- « Poissons Pédiculates Haploptérygiens : Lophiidae et Chaunacidae », in Résultats des campagnes Musorstom 1 - Philippines (18-28 mars 1978), p. 103-115, coll. Mémoires, t. XCI, ORSTOM, Paris, 1981  (ISBN 2-7099-0577-9).

### Catalogues
- Catalogue des types de poissons du Muséum national d'histoire naturelle (Nomeidae, Stromateidae, Apolectidae, Kurtidae), Éditions du Muséum, Paris, [s. d.].
- « Catalogues des types de Poissons Orbiculates du Muséum national d'histoire naturelle, I "Famille des Ostracionidae, Aracanidae, Canthigasteridae et Xénopteridae." », in Bulletin, 2e série, t. XXXIII, no 3, p. 276-281, MNHN, Paris, 1961.
- « Catalogue des types de poissons Orbiculates de Muséum national d'histoire naturelle, II "Familles des Tetraodontidae, Lagocephalidae, Colomesidae, Diodontidae et Triodontidae." », in Bulletin, 2e série, t. XXXIII, no 5, p. 462-478, MNHN, Paris, 1961.
- Catalogue de la collection entomologique Durand de Saint-André́, Musée municipal de sciences naturelles, Saint-Germain-en-Laye, 1974?.

### Océanologie
- Avec É. Le Danois, Le rythme des climats dans l'histoire de la terre et de l'humanité, Payot, Paris, 1950, 204 p.